# Раковецька сільська рада (Богородчанський район)
| Раковецька сільська рада — орган місцевого самоврядування у Богородчанському районі Івано-Франківської області з адміністративним центром у с. Раковець. Водоймища на території, підпорядкованій даній раді: річка Бистриця Солотвинська. Сільській раді підпорядковані населені пункти: - с. Раковець |

## Склад ради
Рада складається з 16 депутатів та голови.

### Керівний склад ради
| ПІБ                      | Основні відомості                                            | Дата обрання | Дата звільнення |
| ------------------------ | ------------------------------------------------------------ | ------------ | --------------- |
| Сікора Василь Михайлович | Сільський голова, 1954 року народження, освіта, безпартійний | 26.03.2006   | 31.10.2010      |
| Вінтоняк Ігор Богданович | Сільський голова, 1979 року народження, освіта вища          | 31.10.2010   |                 |

Примітка: таблиця складена за даними джерела